# Wiener Premierenbesetzungen von Tristan und Isolde

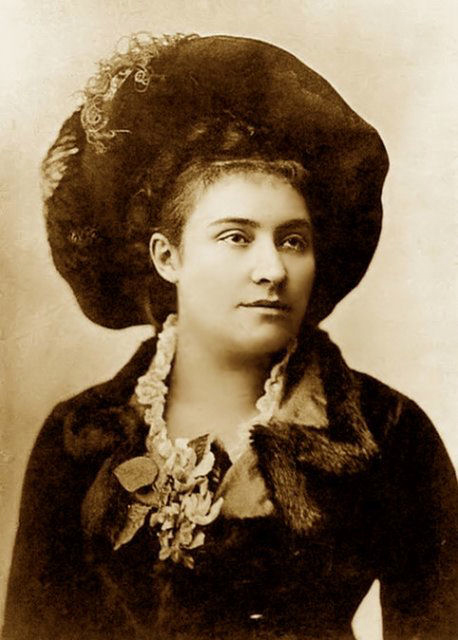
Amalie Materna
erste Wiener Isolde, 1883

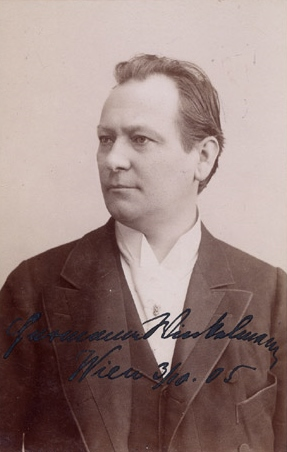
Hermann Winkelmann
erster Wiener Tristan, 1883

Die Wiener Premierenbesetzungen von Tristan und Isolde listen alle Mitwirkenden an den Neuinszenierungen von Richard Wagners Tristan und Isolde auf, die seit der Wiener Erstaufführung im Jahr 1883 an der Wiener Staatsoper stattgefunden haben.

## Hintergrund
Obwohl die Wiener Staatsoper 1862/63 am Versuch der Uraufführung von Tristan und Isolde gescheitert war, finden In Wien alljährlich traditionell deutlich mehr Richard-Wagner-Aufführungen statt als in Berlin, Bayreuth, Dresden, Hamburg oder München. Das liegt einerseits am Interesse des Wiener Publikums, andererseits am Repertoiresystem der Staatsoper, welches es ermöglicht, alle zehn Hauptwerke des Komponisten ständig spielbereit zu halten.
Traditionell kommt es zu erheblichen Überschneidungen der Wiener und Bayreuther Besetzungen, da im Ensemble der Wiener Staatsoper eine Reihe von Sängern verpflichtet waren, die auch für die Bayreuther Festspiele unerlässlich waren und sind. Die Überschneidungen erklären sich dadurch, dass sowohl die Bayreuther Festspiele, als auch die Wiener Staatsoper bemüht sind, die jeweils weltweit beste Besetzung zu verpflichten. Eine direkte Konkurrenz besteht nicht, da die Wiener Staatsoper während der Bayreuther Festspielzeit (im Juli und August) geschlossen ist.

## Premierenbesetzungen der Wiener Staatsoper
| 4. Oktober 1883, Wiener Erstaufführung, Dirigent: Hans Richter, Bühnenbild: Carlo Brioschi, Hermann Burghart, Johann Kautsky, Kostüme: Franz Gaul (bis?)                                         |                          |                     |                                                   |                                                |     |
| Hermann Winkelmann | Amalie Friedrich-Materna | Rosa Papier         | Emil Scaria Karl Sommer Viktor Schmitt            | Anton Schittenhelm Theodor Lay nicht bekannt   | 65  |
| 21. Februar 1903, Inszenierung und Dirigent: Gustav Mahler, Bühnenbild: Alfred Roller (bis 1943)                                                                                                 |                          |                     |                                                   |                                                |     |
| Erik Schmedes | Anna von Mildenburg      | Hermine Kittel      | Richard Mayr Hans Melms Hans Breuer               | Arthur Preuss Gerhard Stehmann nicht bekannt   | 178 |
| 2. Jänner 1943, Inszenierung und Dirigent: Wilhelm Furtwängler, Bühnenbild: Alfred Roller (bis 20. Februar 1944)                                                                                 |                          |                     |                                                   |                                                |     |
| Max Lorenz | Anny Konetzni            | Margarete Klose     | Herbert Alsen Paul Schöffler Georg Monthy         | Hermann Gallos Karl Ettl Willy Franter         | 6   |
| 29. März 1946, Inszenierung: Josef Witt, Dirigent: Josef Krips, Bühnenbild: Robert Kautsky (bis 24. Juni 1958)                                                                                   |                          |                     |                                                   |                                                |     |
| Max Lorenz | Anny Konetzni            | Elisabeth Höngen    | Herbert Alsen Paul Schöffler Hans Braun           | Peter Klein Harald Pröglhöf Hugo Meyer-Welfing | 24  |
| 14. Juni 1959, Regie und Dirigent: Herbert von Karajan, Ausstattung: Emil Preetorius (bis 17. Juni 1967)                                                                                         |                          |                     |                                                   |                                                |     |
| Wolfgang Windgassen | Birgit Nilsson           | Hilde Rössel-Majdan | Gottlob Frick Otto Wiener Hermann Uhde            | Murray Dickie nicht bekannt Anton Dermota      | 19  |
| 17. Dezember 1967, Inszenierung: August Everding, Dirigent: Karl Böhm, Ausstattung: Günther Schneider-Siemssen (bis 5. Mai 2001)                                                                 |                          |                     |                                                   |                                                |     |
| Jess Thomas | Birgit Nilsson           | Ruth Hesse          | Martti Talvela Otto Wiener Reid Bunger            | Peter Klein Harald Pröglhöf Anton Dermota      | 68  |
| 25. Mai 2003, Inszenierung: Günter Krämer, Dirigent: Christian Thielemann, Ausstattung: Gisbert Jäkel, Falk Bauer, Chor: Ernst Dunshirn (bis 22. Dezember 2009)                                  |                          |                     |                                                   |                                                |     |
| Thomas Moser | Deborah Voigt            | Petra Lang          | Robert Holl Peter Weber Markus Nieminen           | Michael Roider In-Sung Sim John Dickie         | 31  |
| 13. Juni 2013, Inszenierung: David McVicar, Dirigent: Franz Welser-Möst, Ausstattung: Robert Jones, Licht: Paule Constable, Choreographie: Andrew George, Chor: Martin Schebesta                 |                          |                     |                                                   |                                                |     |
| Peter Seiffert | Nina Stemme              | Janina Baechle      | Stephen Milling Jochen Schmeckenbecher Eijiro Kai | Carlos Osuna Marcus Pelz Jinxu Xiahou          | 18  |
| 14. April 2022, Inszenierung: Calixto Bieito, Dirigent: Philippe Jordan, Bühne: Rebecca Ringst, Kostüme: Ingo Krügler, Licht: Michael Bauer, Chor: Martin Schebesta (nach wie vor im Repertoire) |                          |                     |                                                   |                                                |     |
| Andreas Schager | Martina Serafin          | Ekaterina Gubanova  | René Pape Iain Paterson Clemens Unterreiner       | Daniel Jenz Martin Häßler Josh Lovell          | 5   |